# Herb gminy Siekierczyn
Herb gminy Siekierczyn – jeden z symboli gminy Siekierczyn, ustanowiony 8 czerwca 1996.

## Wygląd i symbolika
Herb przedstawia na tarczy w polu błękitnym postać św. Katarzyny Aleksandryjskiej, patronki kościoła w Rudzicy, w złoto-czerwone szacie, opierającą się na złotym kołowrotku i trzymającą w dłoni srebrny miecz. Nad kołowrotkiem umieszczono dwie złote ryby w pas.